# Ares Galaxy
Ares Galaxy – klient sieci P2P udostępniany na licencji GPL. Początkowo działający w oparciu o sieć Gnutella, następnie w oparciu o własną sieć. Wspiera również protokół BitTorrent. Program ma wbudowany odtwarzacz plików graficznych, dźwiękowych oraz wideo. Program pozwala też na podgląd nie do końca pobranych plików. Najnowsza dostępna wersja działa poprawnie z najnowszym systemem Windows 10.

## Sieć Ares Galaxy
Projekt został rozpoczęty w 2002 roku i początkowo działał w oparciu o sieć Gnutella. Po kilku miesiącach twórcy postanowili stworzyć własną zdecentralizowaną sieć wymiany plików. Ares pozwala w określonych sytuacjach na wymianę plików, nawet jeżeli użytkownicy są umieszczeni za zaporą sieciową.

## Prawa autorskie
Mimo rosnącej popularności programu sieć w dalszym ciągu była niemal wolna od fałszywych i niedziałających plików. W 2006 roku firmy działające na zlecenie RIAA zaczęły udostępniać w sieci pliki MP3, które z jednej strony miały wysoką pozycję na listach wyszukiwania z racji udostępniania je przez serwery o bardzo dobrym łączu, z drugiej jednak strony gdy użytkownik wyraził chęć pobrania takiego pliku, serwery nie rozpoczynały procesu wysyłania, przez co pliku nie można było pobrać.

## Wsparcie dla innych protokołów
Od wersji 1.9.4 Ares Galaxy wspiera również protokół BitTorrent.

## Funkcje programu
Oprócz pobierania i wysyłania plików program posiada różnorakie funkcje takie jak:
- Wbudowana przeglądarka internetowa
- Możliwość prowadzenia rozmów tekstowych zarówno grupowych jak i P2P
- Możliwość odtwarzania multimediów takich jak filmy czy muzyka, także wtedy gdy nie są one w całości pobrane
- Wbudowana biblioteka plików pobranych i udostępnianych